# Ace Combat 6: Fires of Liberation
 (avril 2016).
Ace Combat 6: Fires of Liberation (エースコンバット6 解放への戦火, Ēsu Konbatto Shikkusu Kaihō e no Senka) est un jeu vidéo de combat aérien développé et édité par Namco Bandai en 2007 sur Xbox 360. Il fait partie de la franchise Ace Combat.

## Trame
Ace Combat 6 couvre la guerre opposant la République d'Emmeria et la République Fédérale d'Estovakia sur le continent d'Anean.
Les fragments de l'astéroïde Ulysses ont touché Estovakia, provoquant la plus grave crise économique et humanitaire de son histoire et la perte de contrôle de son gouvernement, suivies par des sanctions économiques, plonge le pays dans une guerre civile. Elle a pris fin avec la prise de pouvoir de l'armée estovakienne grâce à son escadron d'élite Strigon et de sa flotte de forteresses volantes.
Avec la haine grandissante, une nouvelle guerre débute par l'invasion de la capitale d'Emmeria, Gracemeria, par les forces aériennes estovakiennes le 30 août 2015. Le joueur entre alors dans la peau d'un pilote de chasse solitaire, Garuda 1, surnommé "Talisman". L'attaque surprise force l'opérateur à réorganiser ses troupes, un autre pilote solitaire sera assigné en tant qu'ailier Garuda 2, surnommé "Shamrock", et qui l'assistera tout au long du jeu à ses côtés. Les deux personnages sont assignés à la Team Garuda du 28e escadron tactique, de la 8e Division de l'Armée de l'Air.

## Système de jeu
Ace Combat 6 est axé avant tout arcade. Ainsi, il est loin d'être une simulation compliquée et présente un système de jeu simple. Le joueur peut alors éviter les missiles adverses en exécutant des virages à G élevés, ou encore des vrilles, tonneaux, et autres acrobaties aériennes, sans pour autant risquer un dangereux décrochage.

### Appareils jouables
- General Dynamics F-16C Fighting Falcon
- Dassault Mirage 2000-5
- Fairchild A-10A Thunderbolt II
- Panavia Tornado GR4
- Boeing F/A-18F Super Hornet
- Mitsubishi F-2A
- Grumman F-14D Super Tomcat
- Soukhoï Su-33 Flanker-D
- McDonnell Douglas F-15E Strike Eagle
- Dassault Rafale M
- Lockheed Martin F-117A Nighthawk
- Eurofighter Typhoon
- Soukhoï Su-47 Berkut
- Lockheed Martin F-22A Raptor
- CFA-44 Nosferatu (avion fictif)

Avions pilotables dans le jeu
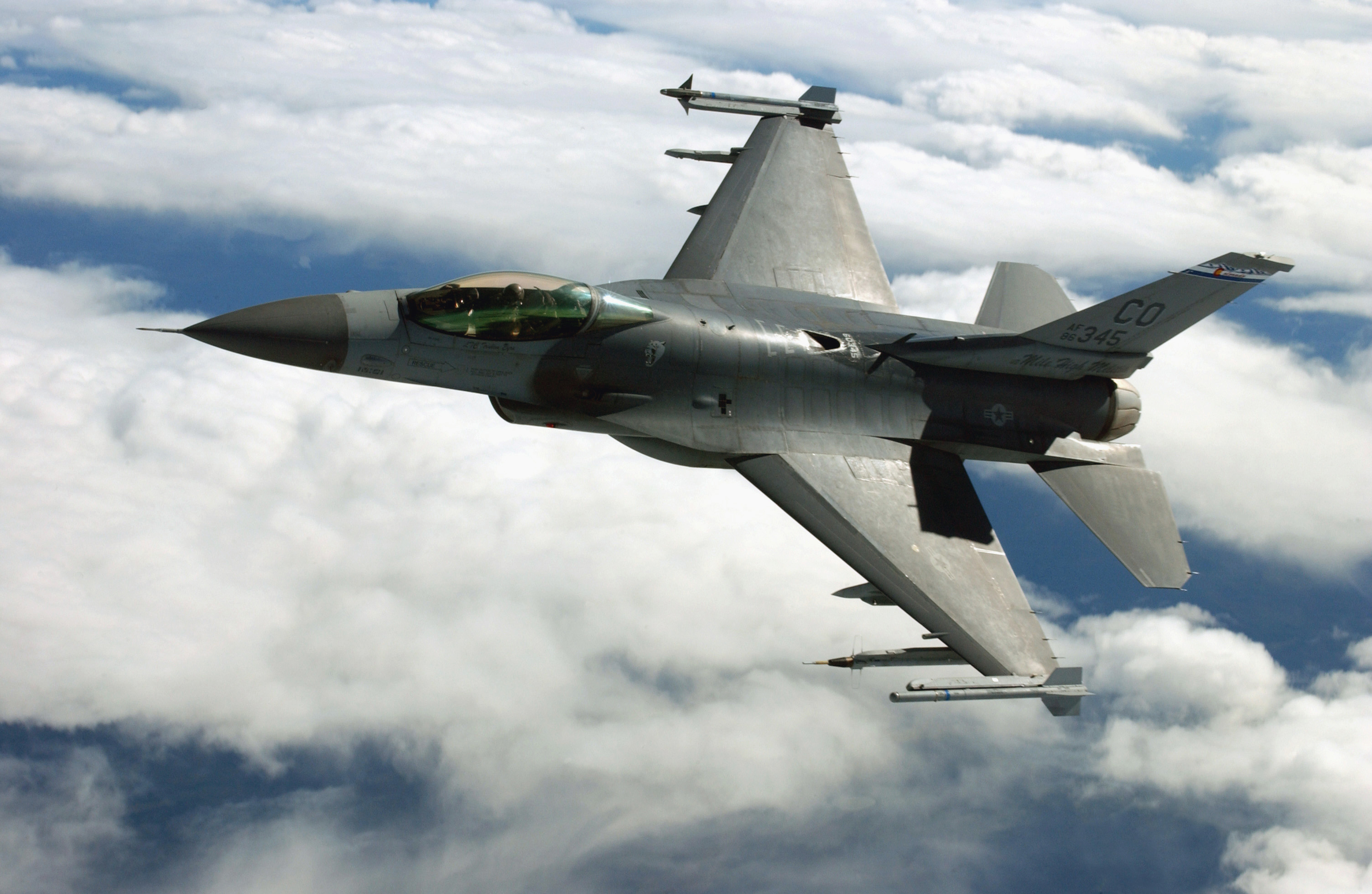
F-16C
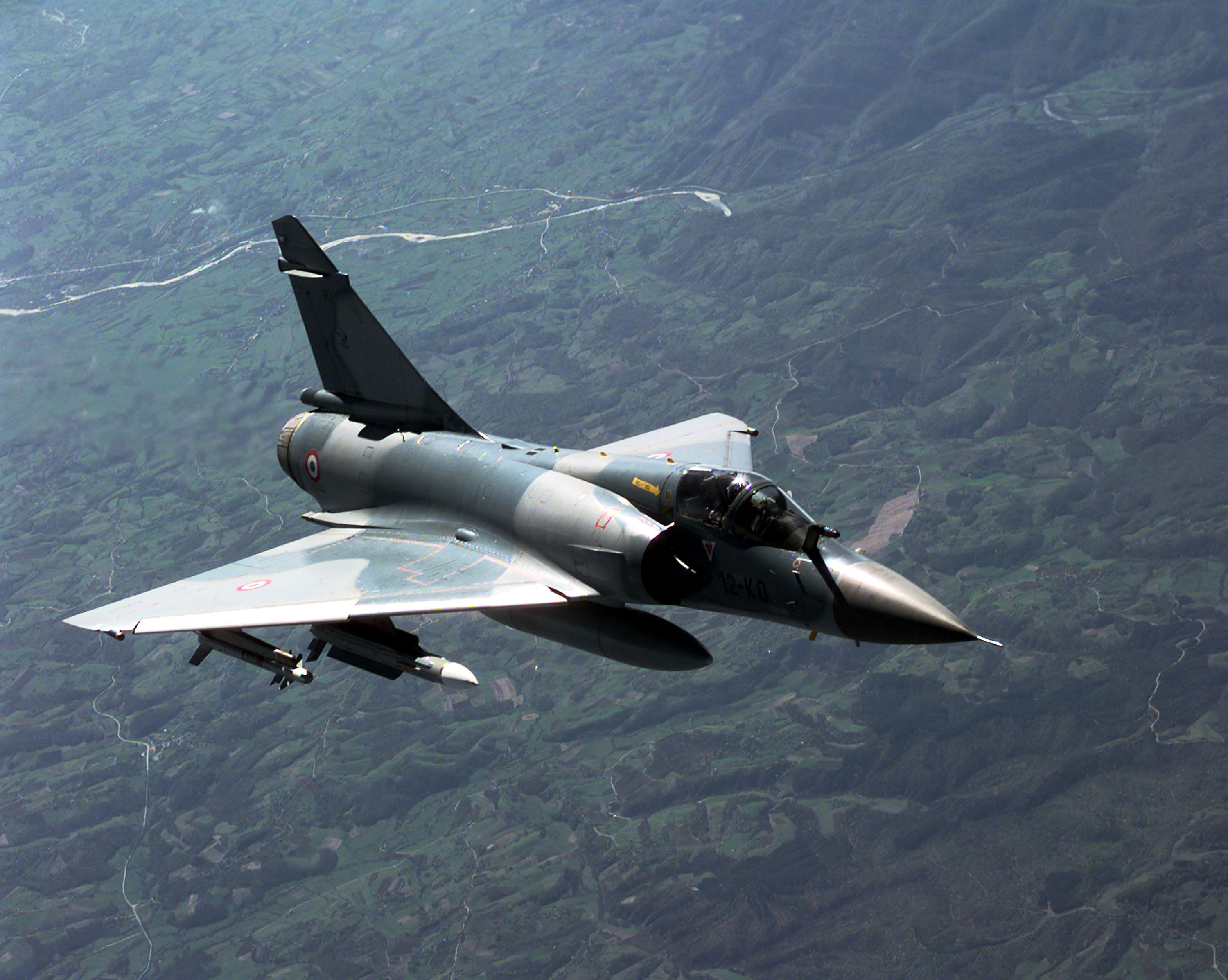
Mirage 2000-5
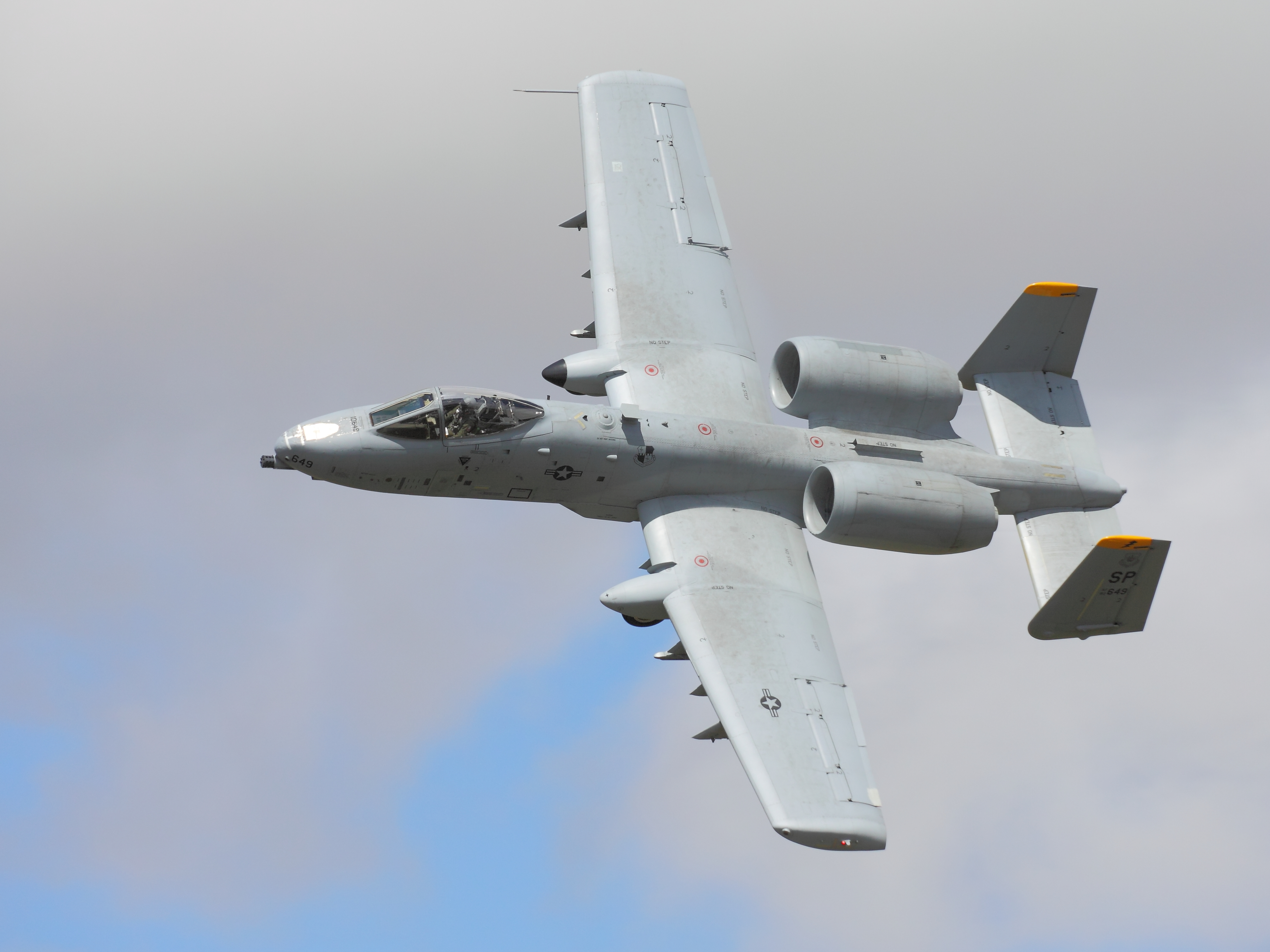
A-10A
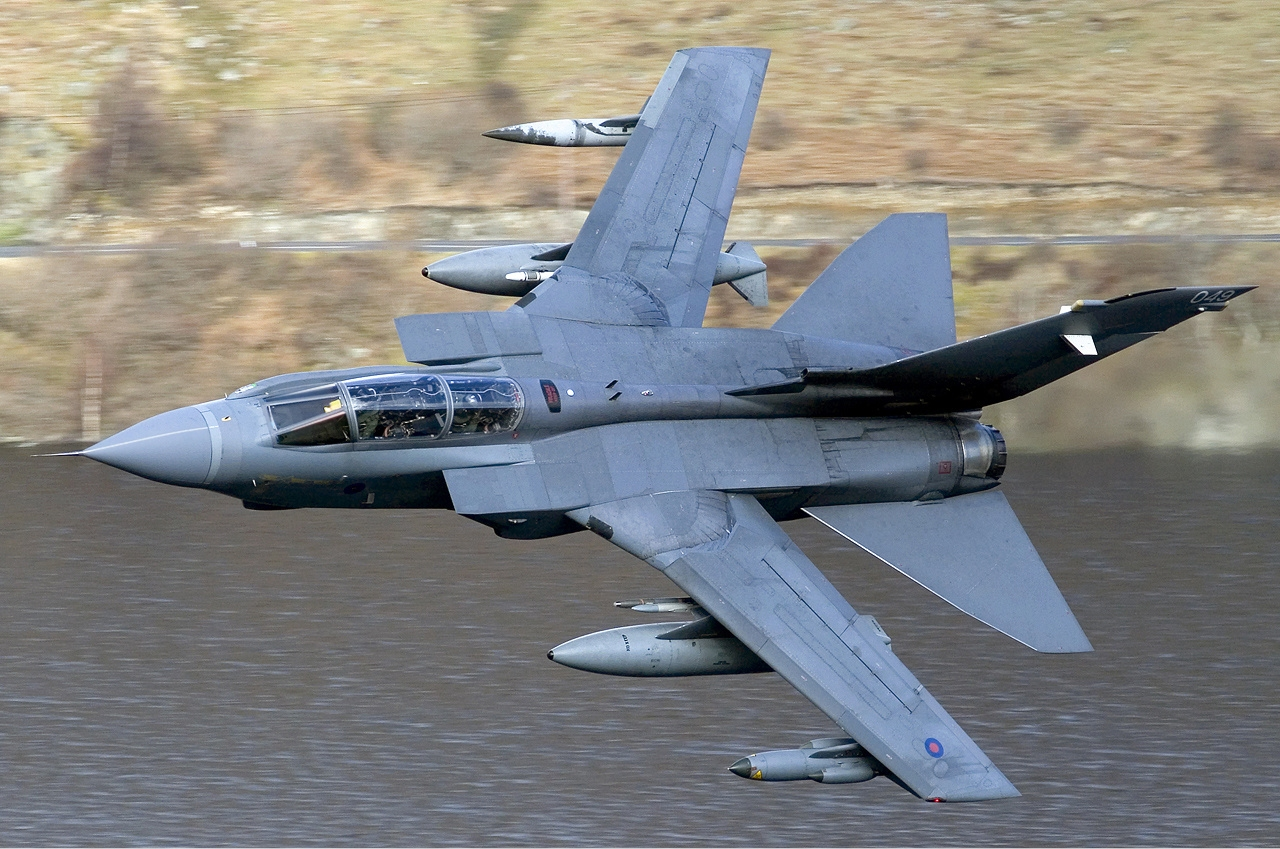
Tornado GR4
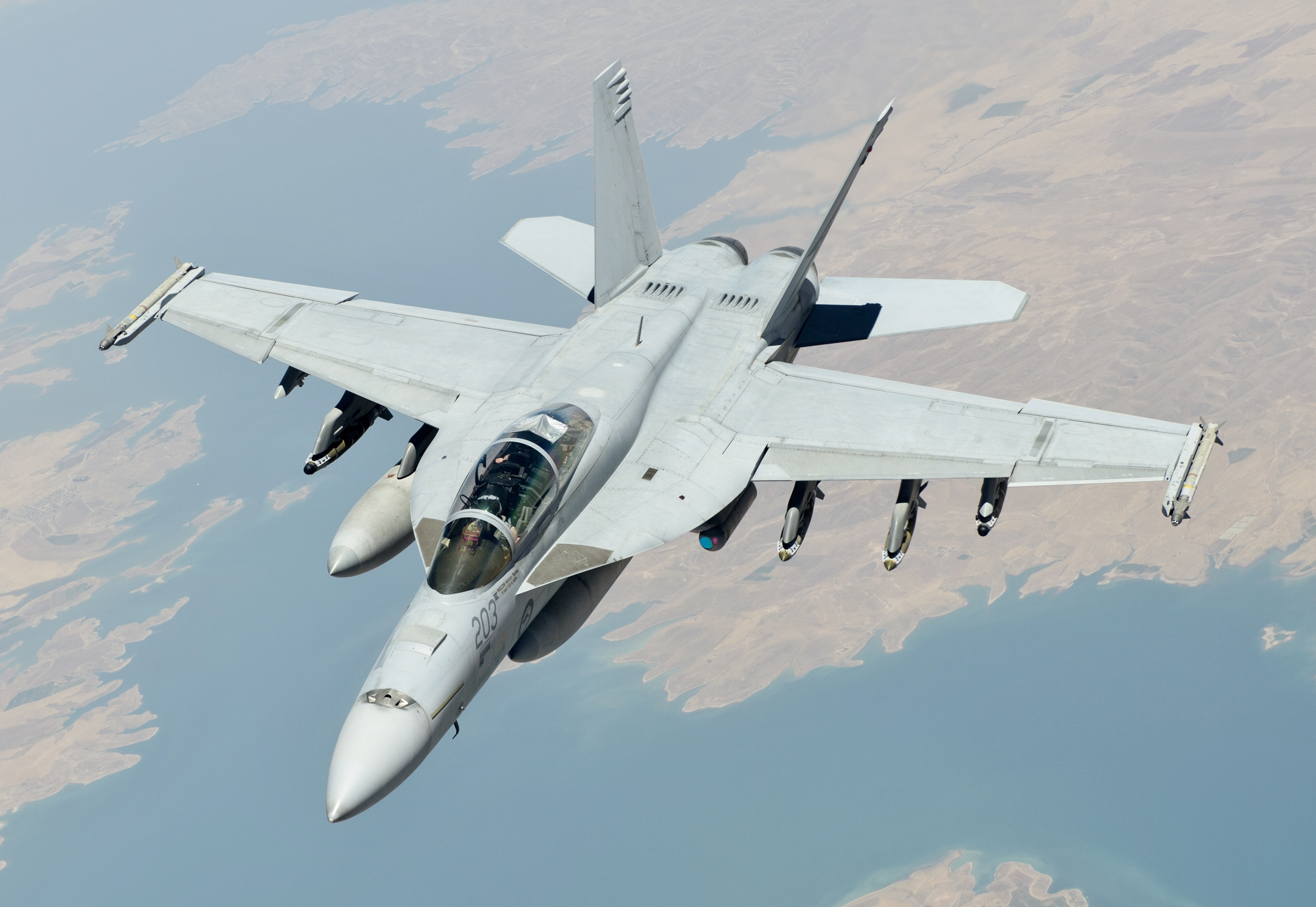
F/A-18F
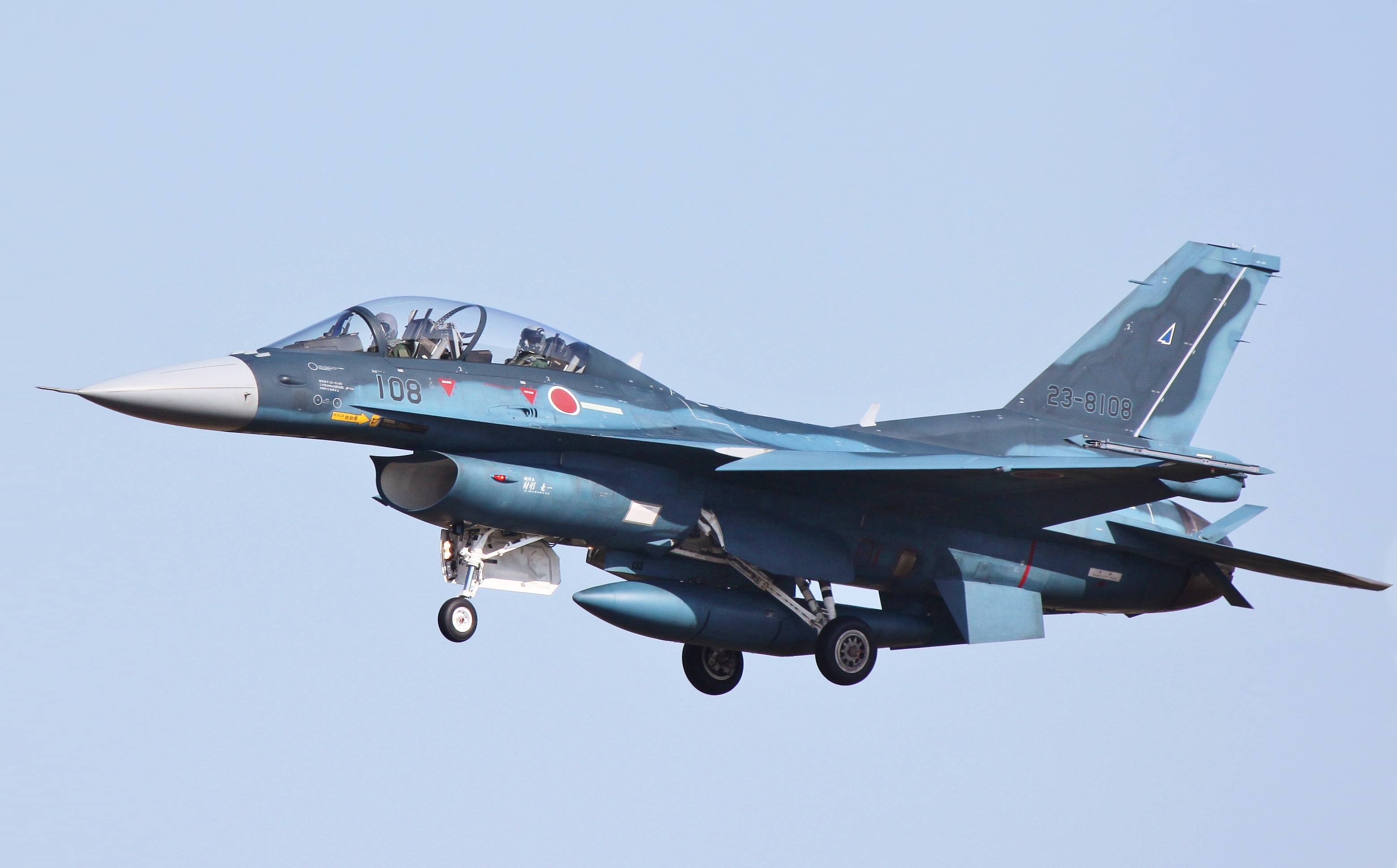
F-2A
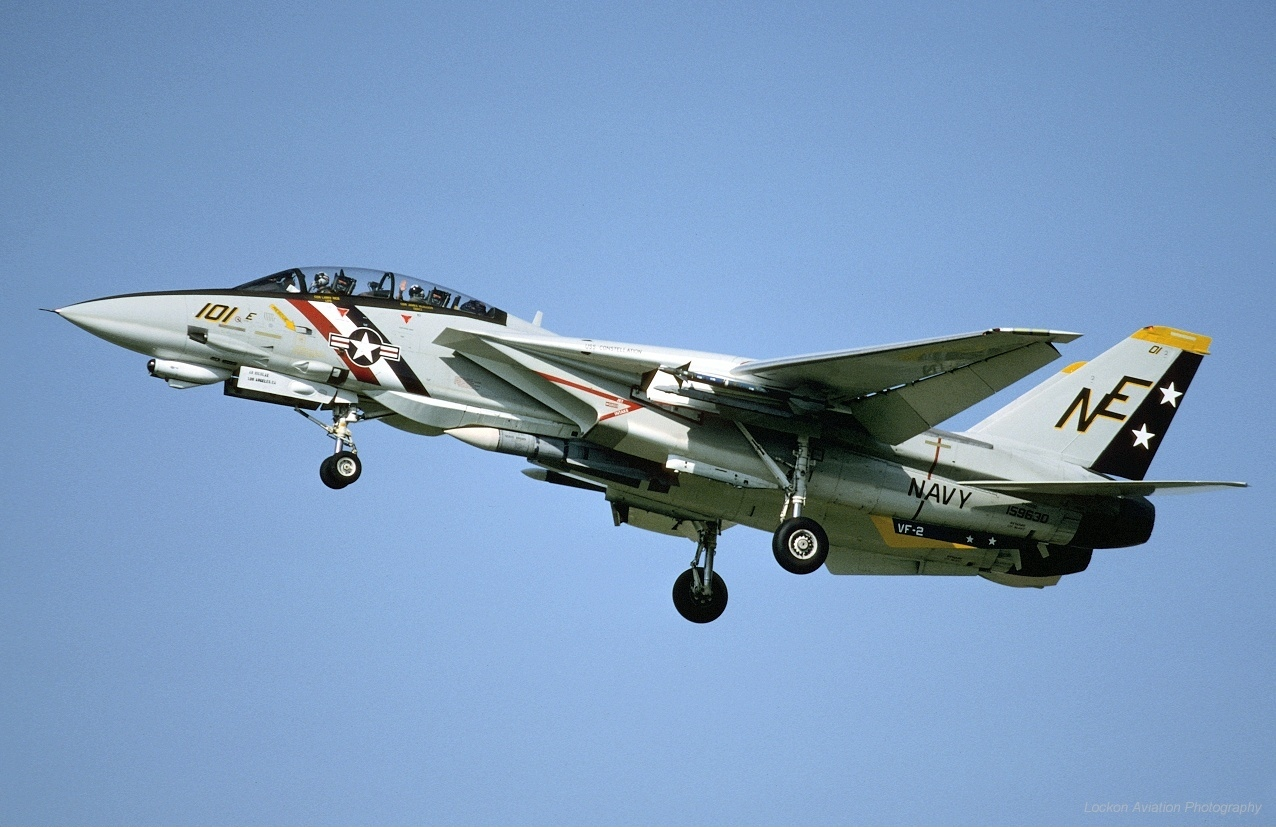
F-14D
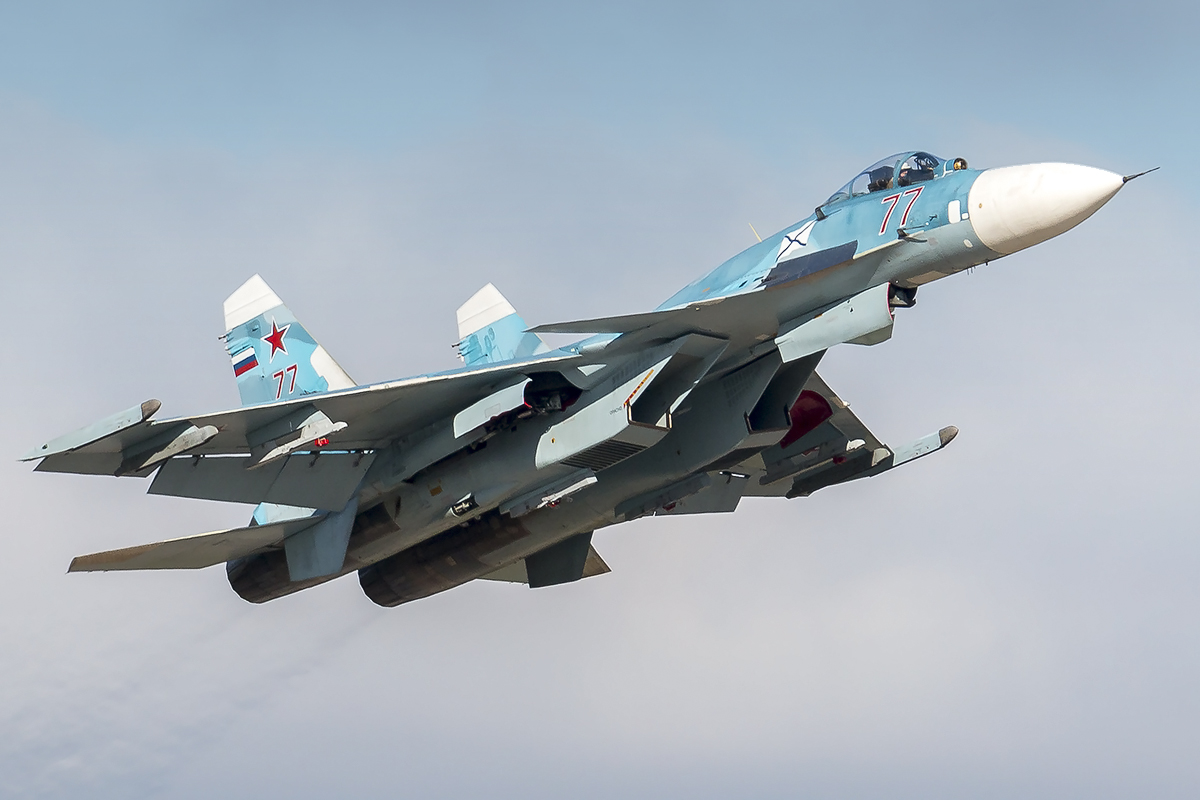
Su-33
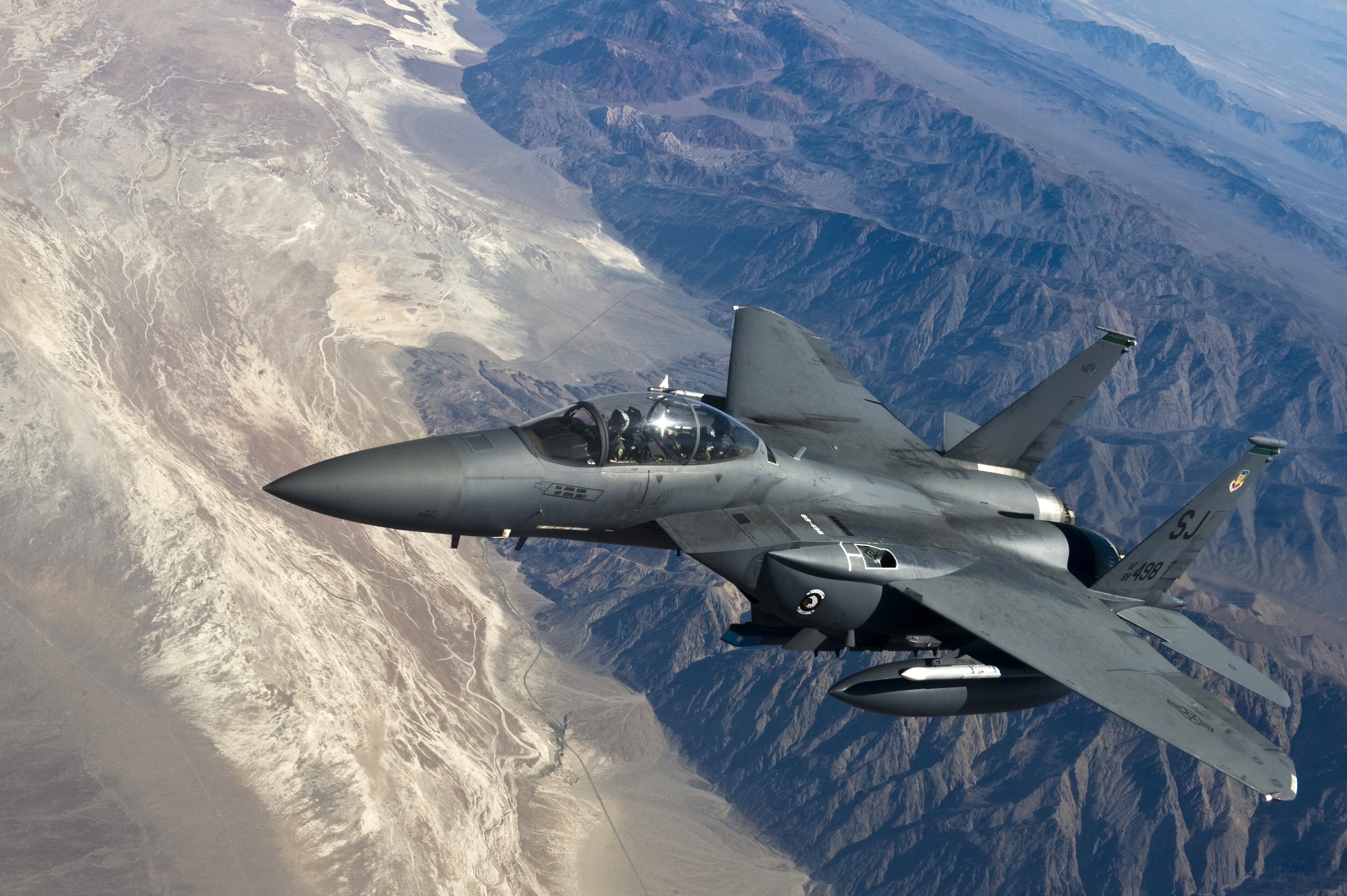
F-15E
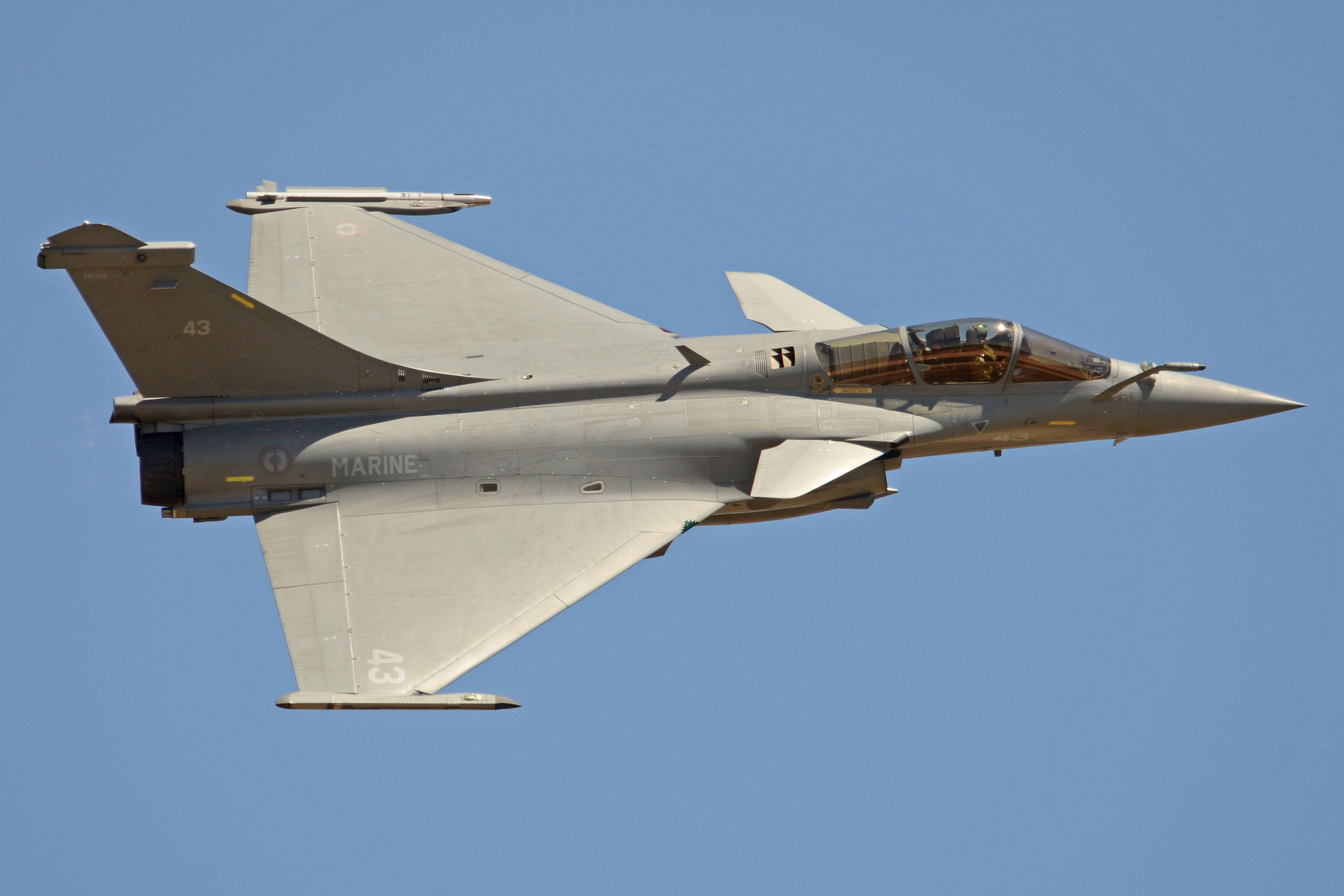
Rafale M
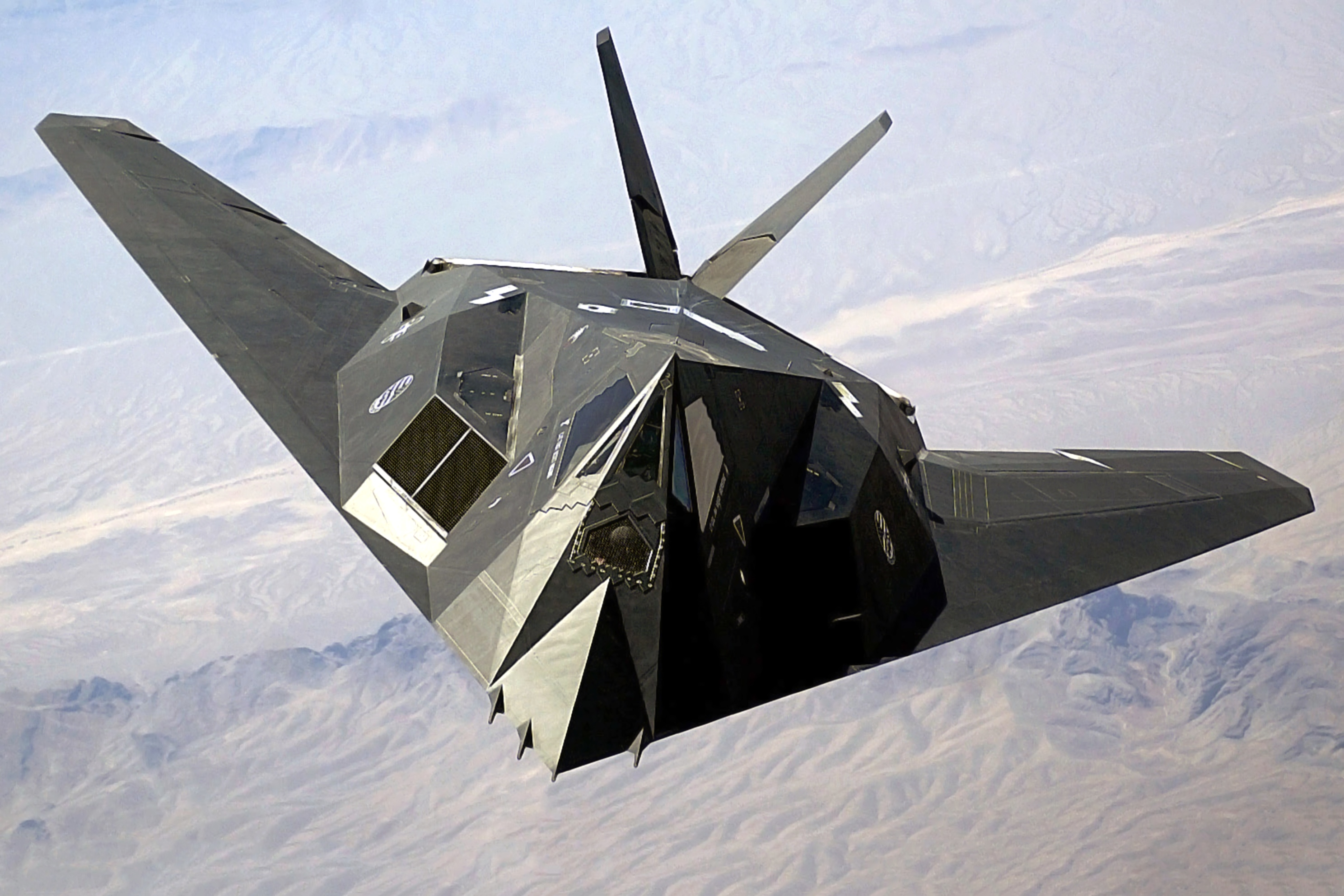
F-117A
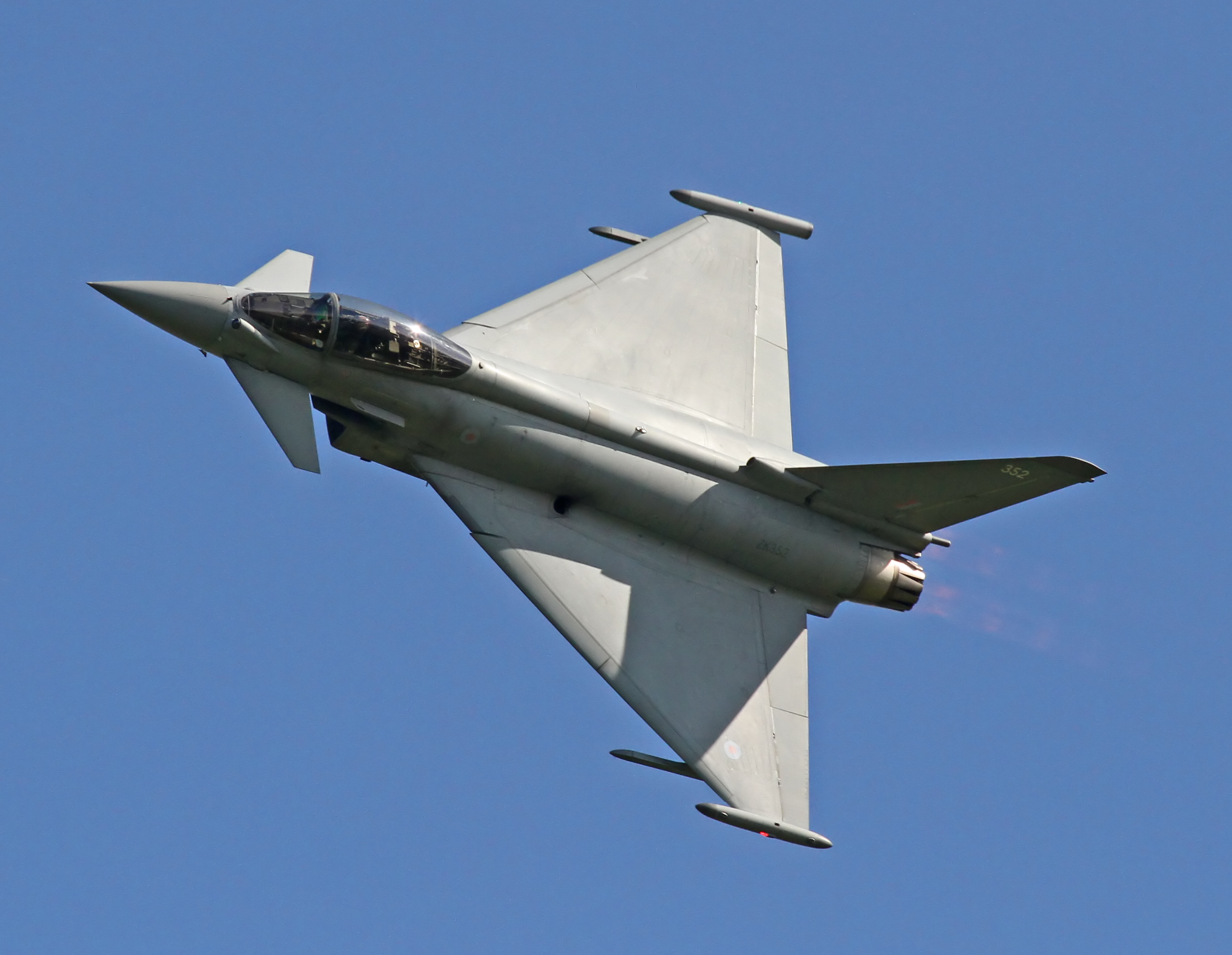
Typhoon
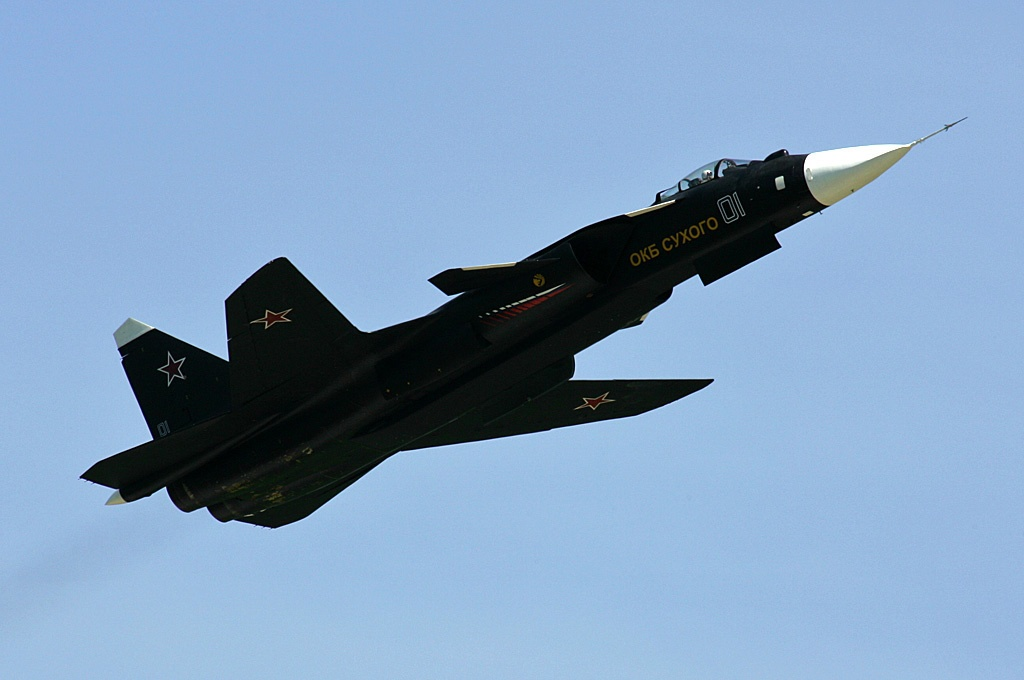
Su-47
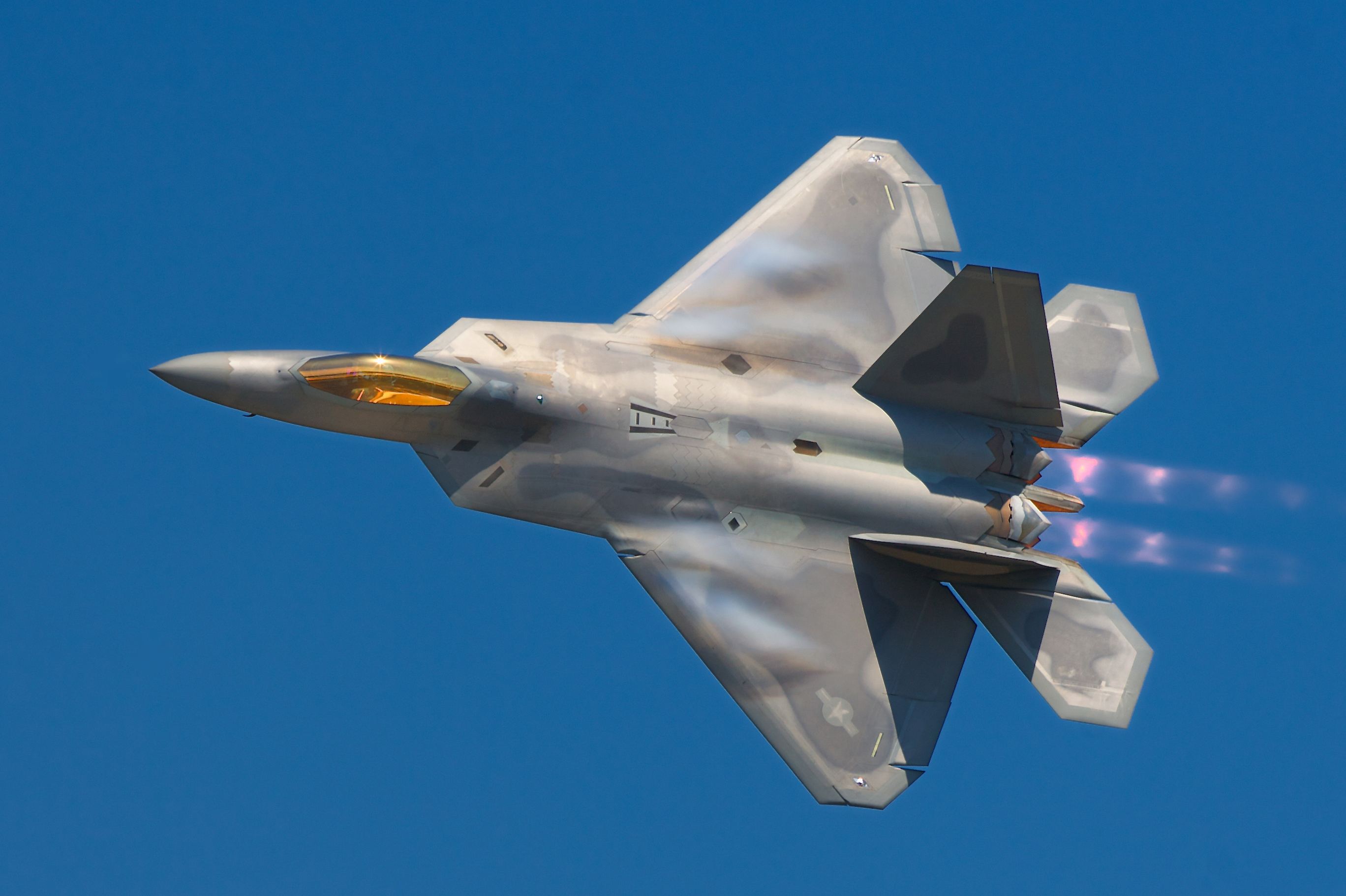
F-22A

### Appareils non jouables

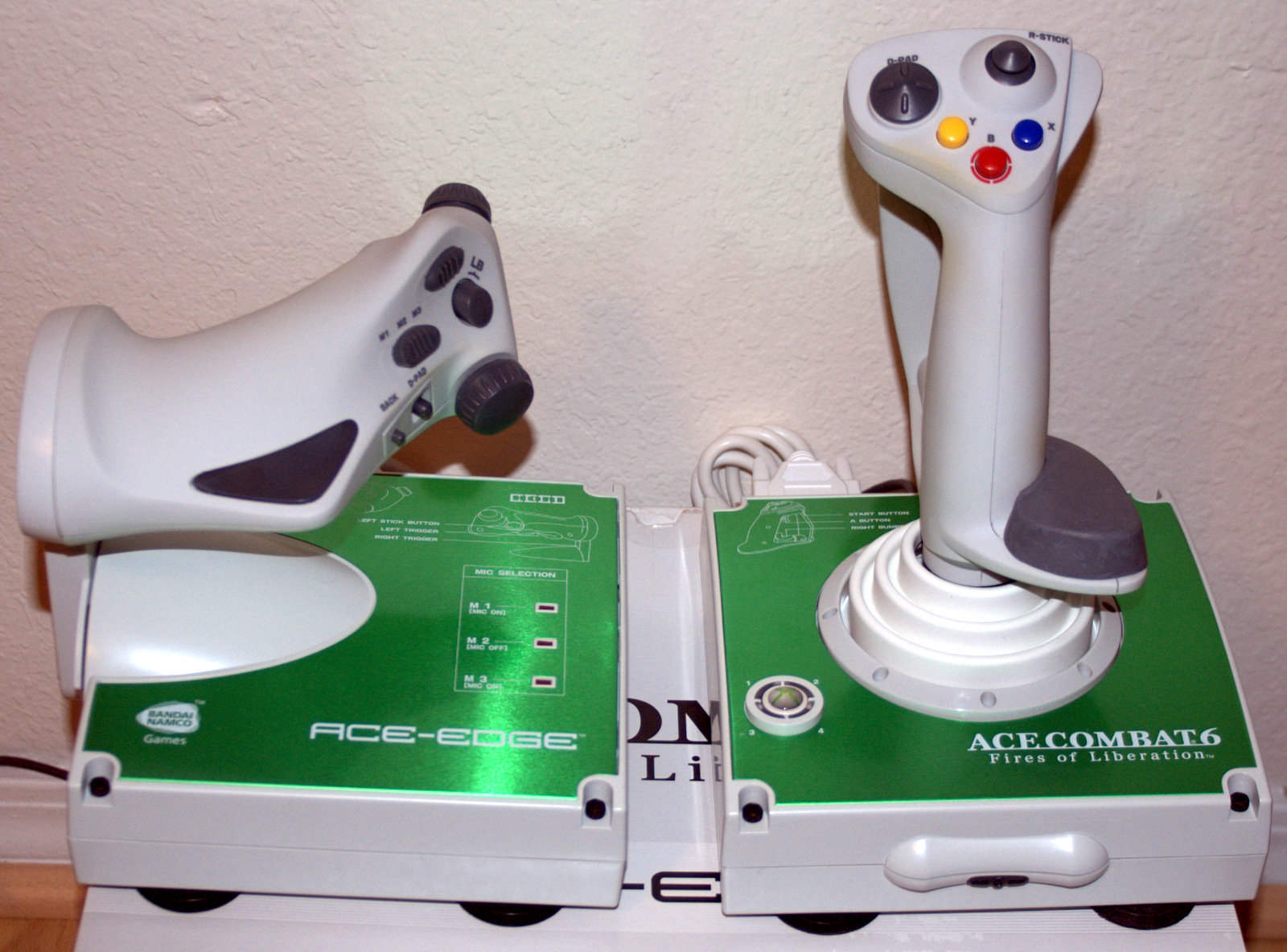

#### Croiseurs aériens
- P1112 Aigaion (appareil fictif) : Porte-avions aérien. Son rayon d'action est de 3 000 km. Il est équipé de lanceurs de missiles de croisière de type Nimbus, de plusieurs batteries de canons anti-aériens, de lanceurs de missiles air-air, d'un hangar et d'une rampe de lancement pouvant accueillir un escadron d'avions de chasse. Sa durée d'opération ne pouvant excéder trois jours, il doit être régulièrement ravitaillé en vol en carburant par un escadron de KC-10 Extender.
- P1113 Kottos (appareil fictif) : Appareil de soutien équipé de radars surpuissants et de systèmes de supports électroniques.
- P1114 Gyges (appareil fictif) : Croiseur assurant la défense de la flotte grâce à ses batteries AA et ses SAMs.

#### Drones
- UAV-45 (appareil fictif)
- Searcher Mk. II (appareil fictif)

#### Systèmes de détection et de commandement aéroporté
- Boeing E-767
- EA-200 (avion fictif)

#### Hélicoptères
- Boeing AH-64 Apache
- UH9
- Boeing CH-47 Chinook

#### Bombardiers
- Nimrod Mk. II (appareil fictif)
- Boeing B-52 Stratofortress
- North American XB-70 Valkyrie

#### Autres
- Lockheed SR-71 Blackbird
- McDonnell Douglas AV-8B+ Harrier II
- McDonnell Douglas F-4E Phantom II
- McDonnell Douglas C-17A Globemaster III
- McDonnell Douglas KC-10 Extender
- Lockheed AC-130 Spectre

## Accueil
- GameSpot : 8,5/10[1]
- IGN : 8,4/10[2]
- GameSpy : 4/5[3]
- TeamXbox : 8,8/10[4]
- Electronic Gaming Monthly : 6.5, 6.5, 8.0[5]

## Postérité
Le 16 janvier 2019, le directeur de programme de système de jeu Xbox Live de Microsoft, Lawrence "Larry" Hryb, annonce que le jeu rejoint la liste des jeux vidéos de Xbox 360 rétrocompatibles. Il est désormais possible d'y jouer sur la console Xbox One,.